# Dieudonné Bantsimba
Dieudonné Bantsimba (Brazzaville, 1957) es un político congoleño, alcalde de Brazzaville, capital de la República del Congo, desde el 22 de mayo de 2020.

## Biografía

### Juventud y formación
Proveniente de una familia influyente, es el hermano menor del Ministro de Defensa Charles Richard Mondjo. Creció en el distrito de Poto-poto (Brazzaville).
Tiene un posgrado del Instituto de Urbanismo de París, en Francia, y un diplomado en estudios avanzados en geografía urbana.

### Carrera
A principios de la década de 1990, se incorporó a al sector público del municipio de Brazzaville. En 2012, se convirtió en Jefe de Gabinete del Ministro de Planificación, Equipamiento Territorial y Obras Mayores, Jean-Jacques Bouya.
Como director de gestión del suelo urbano, se consulta periódicamente a Dieudonné Bantsimba por su experiencia en planificación urbana. Estuvo principalmente a cargo de la misión y responsable del proyecto de catastro nacional del jefe de Estado, Denis Sassou-Nguesso.

### Alcalde de Brazzaville
Tras la destitución del anterior alcalde de Brazzaville, Christian Roger Okemba, en abril de 2020 por malversación financiera, se organizó una nueva elección para encontrar su reemplazo y terminar su mandato, el cual se extendía hasta 2022. Fue elegido alcalde el 22 de mayo de 2020, tras que el resto de candidatos del Partido Congoleño del Trabajo se retiraran. Obtuvo 98 de los 101 votos a favor. Sucedió el Vicealcalde, Guy Marius Okana, que había asumido de manera interina.
Instalado en sus funciones por el ministro delegado para la descentralización, Charles Nganfouomo, comenzó su mandato con la promesa de afrontar los problemas de la ciudad, principalmente la inseguridad.